# Chathami kea
A chathami kea vagy Chatham-szigeteki nesztorpapagáj (Nestor chathamensis) egy 2014-ben leírt papagájfaj, amely valaha az Új-Zélandhoz tartozó Chatham-szigeteken élt. Az első egyedekről azt gondolták, hogy az Új-Zélandon élő parti kea (Nestor meridionalis) faj példányai, de a fosszíliák részletes vizsgálata azt mutatta, hogy ettől különböző őshonos faj csontjaira bukkantak. A faj a polinézek érkezése (1550) utáni 150 évben halt ki, jóval az európai telepesek érkezése előtt: így nem maradt fent róla sem leírás, sem illusztráció, s kitömött példányok sem állnak a tudomány rendelkezésére.

## A faj leírásának története
A chathami kea pusztán néhány csont alapján ismert, melyeket a 19. században gyűjtöttek be először. Megtalálásuk óta a maradványok talányosnak bizonyultak: nem volt egyértelmű, hogy a parti keához (Nestor meridionalis) vagy a hegyi keához (Nestor notabilis) tartoznak-e. Először az 1990-es években merült fel annak lehetősége, hogy egy új fajhoz tartoznak; végül 2014-ben került sor a faj leírására.
DNS-analízis segítségével megállapították, hogy a Chatham-szigeteken egykor élt faj feltehetően a parti kea egy olyan populációjából alakulhatott ki, mely 1,7 millió évvel ezelőtt érte el a Chatham-szigeteket. Ez valószínűleg nem sokkal aztán történhetett, hogy ezek a földterületek a tenger szintje fölé kerültek.

## Taxonómia
A Nestor nemhez összesen 4 faj tartozik: két, mára kihalt kea, az új-zélandi parti kea, valamint a Déli-szigeten őshonos alpesi papagáj, a hegyi kea.
A másik kihalt faj a norfolki kea (Nestor productus), mely rendszertanilag közelebb áll a ma is élő parti keához. A norfolki keáról, melyből az utolsó fogságban tartott példány 1851-ben pusztult el Londonban, maradtak fent leírások, festmények és kitömött példányok az utókor számára.
A chathami kea (Nestor chathamensis) a 16-17. században pusztult ki; az előzőhez hasonlóan szintén endemikus madárfaj volt, mely kizárólag néhány szigeten fordult elő. Erről a fajról az előzővel ellentétben nem maradtak fent beszámolók vagy képek, hiszen az európaiak érkezése előtt halt ki.

## Életmódja
A chathami kea erdőlakó faj volt, körülbelül akkora, mint a parti kea északi-szigeti alfaja (Nestor meridionalis septentrionalis), de nagyobb, mint a szintén kihalt norfolki kea. A Nestor chathamensisnek szélesebb medencéje és nagyobb lábai voltak, mint a Nestor meridionalis septentrionalisnak.
Csőre nagyobb volt, mint a parti keájé, de kisebb, mint a hegyi keájé.
A viszonylag nagy combcsont – karcsont arány és a széles medence arra utal, hogy sokkal inkább talajhoz kötött életet élt, mint a recens parti kea. A fennmaradt csontok izotópösszetételének (δ 15N and δ 13C) vizsgálata arra utal, hogy növényi eredetű táplálékot fogyasztott.
Nem volt természetes ragadozója, mert nagyobb volt, mint az új-zélandi sólyom. Valószínűleg rosszul repült, ahogy az a szigeteken őshonos madaraknál gyakori.

## Fordítás
- Ez a szócikk részben vagy egészben  a   Chatham Kaka című angol Wikipédia-szócikk fordításán alapul.  Az eredeti cikk szerkesztőit annak laptörténete sorolja fel. Ez a jelzés csupán a megfogalmazás eredetét és a szerzői jogokat jelzi, nem szolgál a cikkben szereplő információk forrásmegjelöléseként.